# Reichsgericht

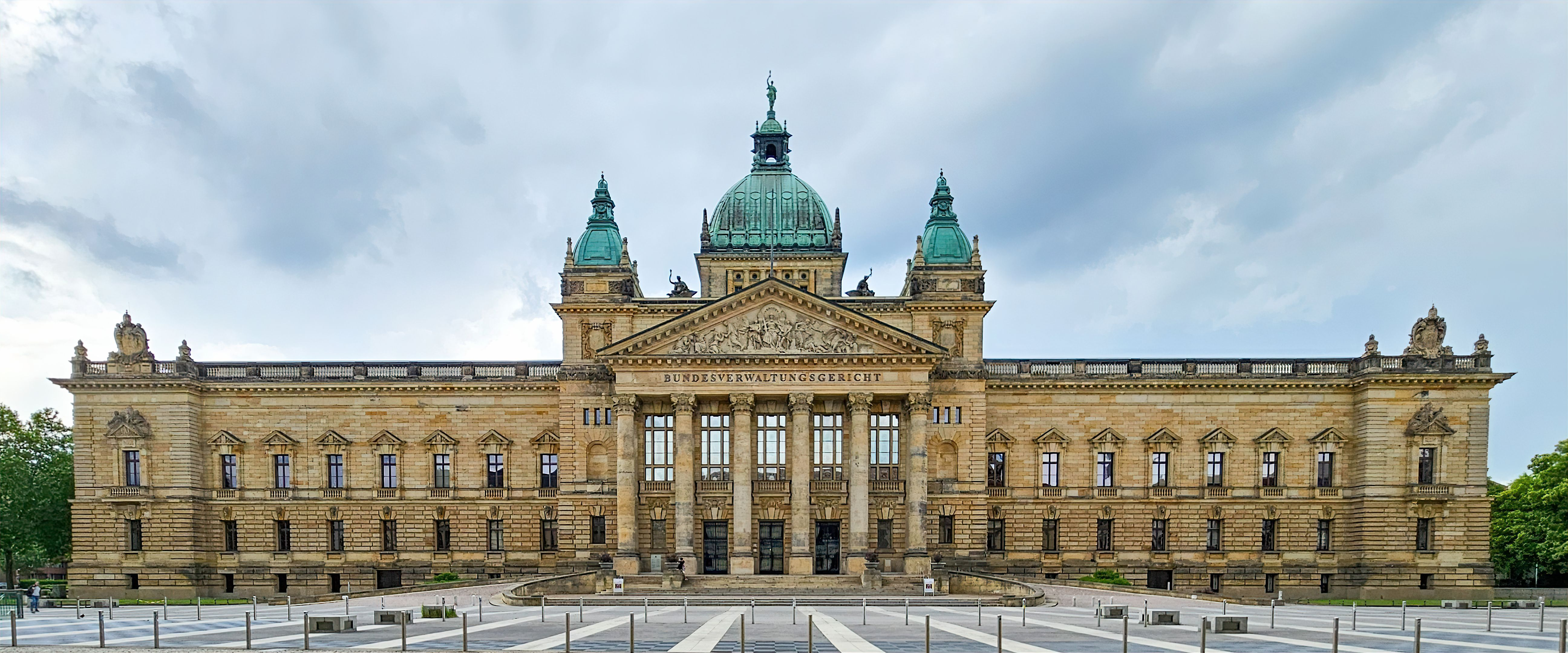
Reichsgerichtsgebäude, seit 2002 Sitz des Bundesverwaltungsgerichts

Das Reichsgericht war von 1879 bis 1945 der für den Bereich der ordentlichen Gerichtsbarkeit zuständige oberste Gerichtshof im Deutschen Reich. Seinen Sitz hatte es in Leipzig.
Seine Zuständigkeit umfasste die Zivil- und Strafrechtspflege, die in den unteren Instanzen von den Amts-, Land- und Oberlandesgerichten ausgeübt wurde. Ferner betreute das Reichsgericht verwandte Spezialrechtsgebiete wie etwa das Berufsrecht in der Rechtspflege. Mit dem Reichsgericht verbunden war das Reichsarbeitsgericht (III. Zivilsenat), angegliedert waren der Disziplinarhof, der Ehrengerichtshof für Rechtsanwälte, das Reichsschiedsgericht, der Staatsgerichtshof für das Deutsche Reich, der Staatsgerichtshof zum Schutze der Republik, das Reichsbahngericht und das Wahlprüfungsgericht beim Reichstag. Neben dem Reichsgericht bestanden der Reichsfinanzhof, das Reichsversicherungsamt (mit Reichsversorgungsgericht) und das Reichswirtschaftsgericht (1941 aufgelöst und in das Reichsverwaltungsgericht integriert).

## Dienstsitz

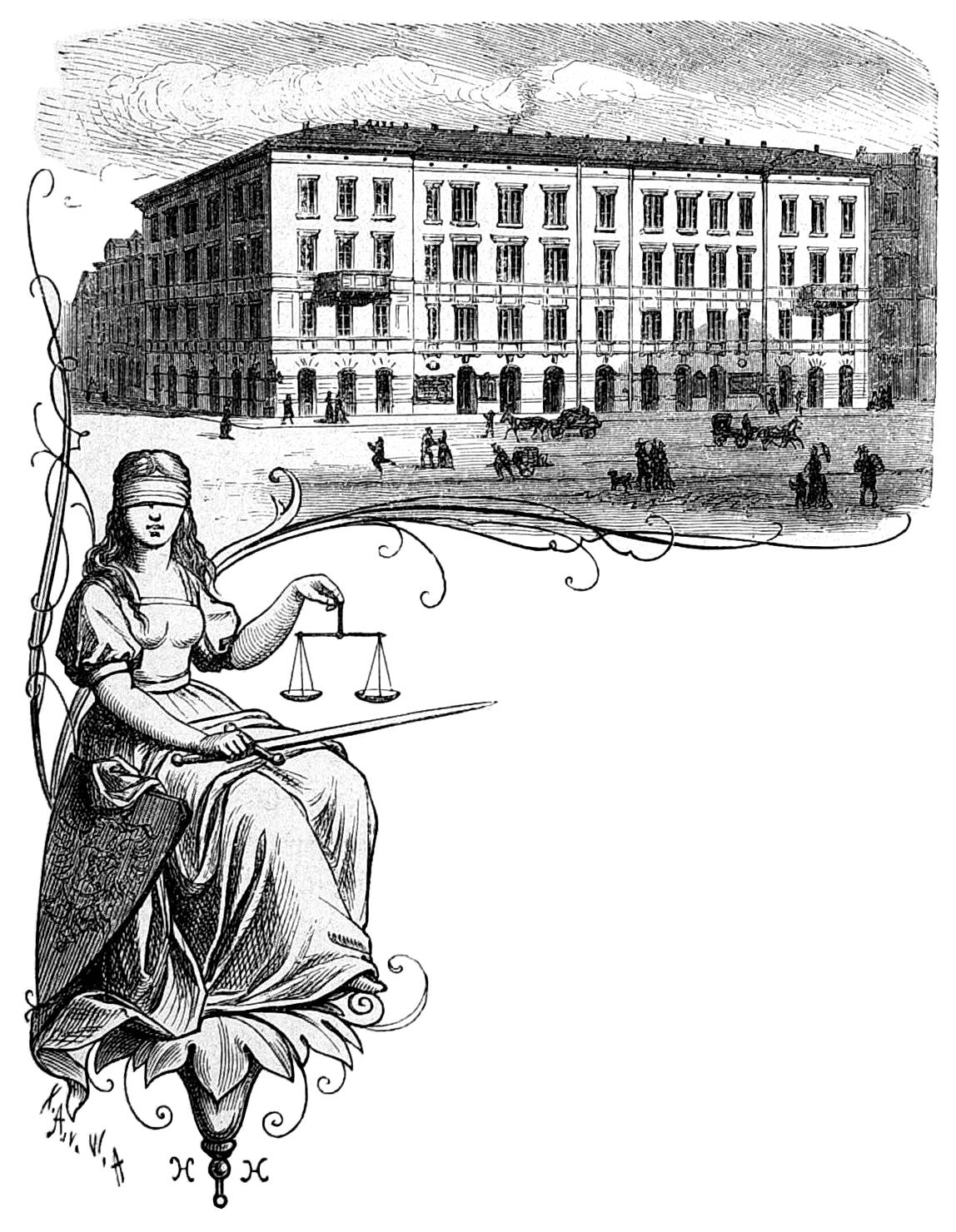
Die Georgenhalle in Leipzig, von 1879 bis 1895 Sitz des Reichsgerichts

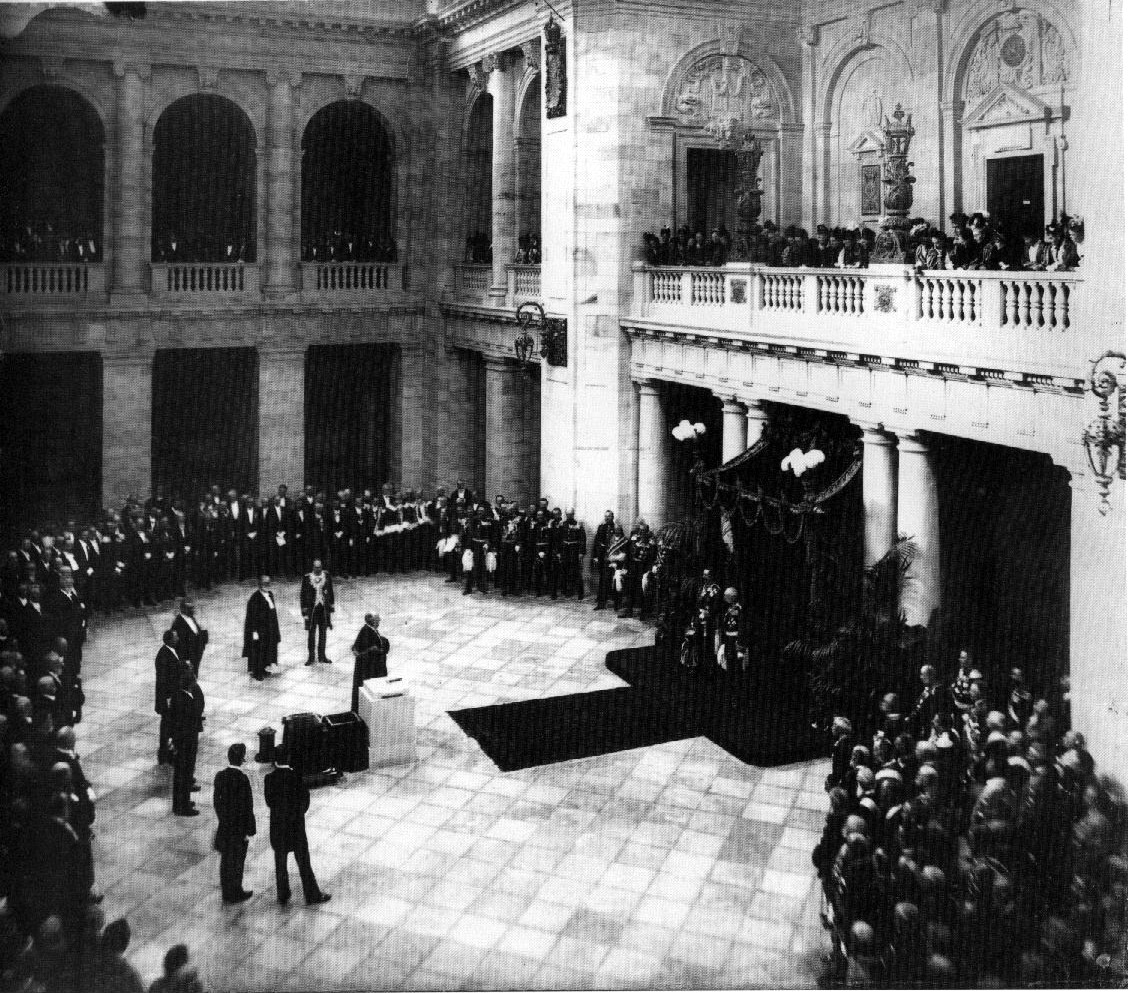
Einweihung Reichsgerichtsgebäude 1895

Das Reichsgericht nahm am 1. Oktober 1879 aufgrund des Einführungsgesetzes zum Gerichtsverfassungsgesetz gleichzeitig mit dem Inkrafttreten der Reichsjustizgesetze seine Tätigkeit auf.
Dienstsitz des Reichsgerichts war Leipzig. Angesichts der im Bundesrat umstrittenen Standortwahl fiel Berlin nur knapp mit 28 Stimmen (Leipzig 30 Stimmen) durch. Leipzig war schon Sitz des Bundesoberhandelsgerichts des Norddeutschen Bundes, des späteren Reichsoberhandelsgerichts. Es entschied über Streitigkeiten nach dem Allgemeinen deutschen Handelsgesetzbuch (ADHGB) von 1861.
Bis 1895 tagte das Gericht in der Georgenhalle, den 1857 erbauten ehemaligen Leipziger Fleischhallen Brühl 80/Goethestraße 8. Das Gebäude, das auch das Café Fürst Reichskanzler beherbergte, wurde 1943 zerstört. Nach Fertigstellung des von 1888 bis 1895 von Ludwig Hoffmann und Peter Dybwad errichteten historistischen Neubaus zog das Gericht 1895 in das neue Reichsgerichtsgebäude. Nach dem Ende des Reichsgerichts im Jahr 1945 wurde das Reichsgerichtsgebäude im Jahr 1952 von der DDR zum Georgi-Dimitroff-Museum umfunktioniert. Dieses Museum wurde nach der Wende im Jahr 1991 aufgelöst. Seit 2002 befindet sich im Reichsgerichtsgebäude das Bundesverwaltungsgericht.

## Zusammensetzung
Das Reichsgericht wurde mit einem Präsidenten und der erforderlichen Anzahl von Senatspräsidenten und Räten (Reichsgerichtsräte) besetzt. Beim Reichsgericht wurden Zivil- und Strafsenate gebildet, deren Anzahl der Reichskanzler, ab 1924 der Reichsminister der Justiz bestimmte. Ursprünglich gab es fünf Zivil- und drei Strafsenate. Die Zivilsenate wurden üblicherweise mit römischen, die Strafsenate mit arabischen Ziffern bezeichnet. 1884 kam der 4. Strafsenat hinzu, 1886 der VI. Zivilsenat. Der VII. Zivilsenat bestand von 1899 bis 1923 und ab 1927; der VIII. Zivilsenat von 1928 bis 1933 und ab 1939; der IX. Zivilsenat von 1930 bis 1932; der 5. Strafsenat von 1906 bis 1924, 1926 bis 1928 und ab 1933; der 6. Strafsenat von 1921 bis 1923 und (mit Unterbrechungen) ab 1933; der Besondere Strafsenat ab 1939. Feriensenate gab es von 1880 bis 1934.
Wollte ein Senat in einer Rechtsfrage von der Entscheidung eines anderen Senates abweichen, so hatte dieser, um die Einheitlichkeit der Rechtsprechung zu wahren, die Verhandlung und Entscheidung an die Vereinigten Zivil- oder die Vereinigten Strafsenate zu verweisen. Der Präsident, die Senatspräsidenten und die Reichsgerichtsräte wurden auf Vorschlag des Bundesrats vom Kaiser ernannt. Voraussetzung dafür war die Befähigung zum Richteramt und die Vollendung des 35. Lebensjahres. Im Reichsgericht bestand eine Gerichtsschreiberei. Beim Reichsgericht wurde die Oberreichsanwaltschaft als Staatsanwaltschaft eingerichtet.

## Zuständigkeiten
Das Reichsgericht war ein ordentliches Gericht. Es war zur Entscheidung über Strafsachen und Zivilsachen (Bürgerliche Rechtsstreitigkeiten, Rechtshandlungen des Staates als Fiskus, Handelssachen, Arbeitsrecht) berufen. Eine gesonderte Arbeitsgerichtsbarkeit bestand bis 1926 nicht. Zuständig war das Reichsgericht auch für das Staatshaftungsrecht.
Territorial umfasste der Zuständigkeitsbereich zunächst 28, 1932 (Minimum) 26 und 1942 (Maximum) 35 Oberlandesgerichtsbezirke.
Im Instanzenzug hatte das Reichsgericht in der Regel geborene (d. h. durch Gesetz zwingend vorgegebene) Zuständigkeiten. Lediglich bei der Revision gegen Berufungsurteile der Strafkammern in Strafsachen betreffend Abgaben, die in die Reichskasse flossen, war seine Zuständigkeit anfangs gekoren (d. h. erst auf Antrag der Staatsanwaltschaft entstanden).
Als geborene Zuständigkeiten hatte das Reichsgericht im Zivilrecht Entscheidung über die Revision gegen Endurteile und Beschwerden gegen Beschlüsse der Oberlandesgerichte (Kammergericht) zu fällen (§ 135 GVG). Daneben war es Berufungsinstanz gegen Entscheidungen des Patentamts im Patentnichtigkeits-, Patentrücknahme- und Zwangslizenzverfahren und in diesem Bereich zweite Tatsacheninstanz (§ 33 PatG 1891). 1900 kamen oberlandesgerichtliche Vorlagen weiterer Beschwerden in Angelegenheiten der freiwilligen Gerichtsbarkeit hinzu (§ 28 FGG).
Als geborene Zuständigkeit im Strafrecht war es zur Entscheidung über das Rechtsmittel der Revision gegen die Urteile der Strafkammern erster Instanz und der Schwurgerichte berufen, wenn nicht die Zuständigkeiten der Oberlandesgerichte (Kammergericht) begründet war (§ 136 Abs. 1 Nr. 2 GVG). Das war der Fall, wenn ausschließlich eine Norm aus dem Landesrecht verletzt war. Das Reichsgericht war somit nicht zuständig für Revisionsverfahren bei Straftaten, in denen die Amtsgerichte erstinstanzlich entschieden. Das waren Verfahren wegen leichter Delikte (z. B. Übertretungen, Hausfriedensbruch, Diebstahl und Sachbeschädigung bis zu einem Wert von 25 Mark). Sie konnten nur bis zum Oberlandesgericht angefochten werden.
Das Reichsgericht entschied bis 1934 in erster und letzter Instanz für die Untersuchung und Entscheidung in Fällen des Hoch- und Landesverrats, wenn diese Verbrechen gegen Kaiser oder Reich gerichtet waren (§ 136 Abs. 1 Nr. 1 GVG). Eine Rechtsmittelinstanz bestand insofern nicht. In dieser erstinstanzlichen Zuständigkeit war das Reichsgericht Tatsacheninstanz. Auch diese Zuständigkeit war geboren. Das Reichsgericht führte keine eigenen Ermittlungsrichter. Für die Entscheidungen vor Erhebung der öffentlichen Klage durch den Oberreichsanwalt, welche nach der StPO dem Richter oblagen, waren die Ermittlungsrichter an den Landgerichten zuständig (heute an den Oberlandesgerichten und am Bundesgerichtshof). Bis 1923 erledigte der erste Senat die Geschäfte der gerichtlichen Voruntersuchung, die nach der StPO a. F. bis in die 1970er-Jahre möglich war, und entschied über die Beschwerden betreffend die Entscheidungen des Ermittlungsrichters; das Hauptverfahren fand vor dem vereinigten zweiten und dritten Senat statt. Von 1923 bis 1934 teilten sich der 4. und 5. Strafsenat diese politischen Strafsachen, 1933/34 unter Beteiligung auch des 6. Strafsenats. 1934 ging die Zuständigkeit für Hoch- und Landesverrat auf den Volksgerichtshof über.
Aufgrund einer Vielzahl geltender ziviler Partikularrechte, wurden die aus den einzelnen Rechtsprechungsbänden entstehenden Entscheidungssammlungen – für das Zivilrecht die RGZ-Entscheidungsbände und für das Strafrecht die RGSt-Entscheidungsbände – zur äußeren Orientierungshilfe in ihren Inhaltsverzeichnissen gegliedert. Beispielsweise wurden im Abschnitt I die Entscheidungen zum Reichsrecht (Materien zum ADHGB, KO, Reichs-HPflG) zugeordnet, dem Abschnitt II Entscheidungen zum gemeinen Recht, Abschnitt III zum preußischen Recht, Abschnitt IV zum rheinischen Recht und Abschnitt V zum Prozessrecht.
Das Reichsgericht entschied ferner ab 1920 über die Vereinbarkeit von Landes- mit Reichsrecht (Art. 13 Abs. 2 WRV mit Ausführungsgesetz), soweit nicht der Reichsfinanzhof zuständig war.

## Registerzeichen
- Revisionen (und Berufungen in Patentsachen): kein Kennzeichen; Revisionen in Strafsachen ab 1933 D
- erstinstanzliche Strafsachen: C (bis 1920), J (1920er)
- Beschwerden bis 1910: Beschw

dann (insbesondere nach FGG): B
sonstige Beschwerden in Zivilsachen: GB
sonstige Beschwerden in Strafsachen: TB
- außerordentliche Einsprüche:[12] BStS (Besonderer Strafsenat, ab 1939)
- Nichtigkeitsbeschwerden:[13] C (ab 1940)
- abstrakte Normenkontrolle (Art. 13 WRV): Tgb (1925–32)
- Große Senate: GSZ, GSE, GSSt (ab 1935)
- Armenrecht: A

Aktenzeichenbildung: Während für die Zivilsenate durchgängig römische Ziffern standen, wurden die Strafsenate im Aktenzeichen anfangs gar nicht, von 1906 bis 1933 ebenfalls mit römischen Ziffern und danach mit arabischen Ziffern bezeichnet. Die Aktenführung richtete sich nach den Vorschriften über Einrichtung der Gerichtsschreiberei bei dem Reichsgerichte.

## Rechtsprechung des Reichsgerichts

### Kaiserreich
Das Reichsgericht war mit Ausnahme seiner Zuständigkeit in Hoch- und Landesverratssachen eine reine Rechtsmittelinstanz. Seine Aufgabe war es, die Einheitlichkeit der Rechtsprechung auf dem gesamten Reichsgebiet sicherzustellen, denn ein zentrales Zivilgesetzbuch war noch nicht kodifiziert und die partikular geltenden Privatrechtsordnungen aufeinander unabgestimmt. So galten beispielsweise PrALR, rheinisches, badisches-, sächsisches oder unkodifiziertes römisch-gemeines Recht nebeneinander. Insgesamt galt es, etwa 46 wichtigeren Partikularrechten gerecht zu werden. Die Harmonisierung fiel dem Reichsgericht letztlich nicht so schwer, wie es der erste Blick vermuten lässt, denn der pandektistisch geprägte Universitätsbetrieb und das ebenso pandektistisch durch Windscheid, Vangerow und Brinz aufbereitete Lehrwissen des dominierenden gemeinen Rechts prägte Richter, die sich in der Rechtszersplitterung zurechtfanden.
Das Reichsgericht wurde seit seiner Etablierung von Kritikern als Fortsetzung des Preußischen Obertribunals interpretiert. Die Richterschaft war monarchisch-konservativ geprägt, besonders im Bereich des Strafrechts waren zur Zeit des Kaiserreichs kritische Stimmen am Gericht in der Minderheit – so auch in anderen damaligen staatlichen Institutionen. So wertete das Gericht es im Jahre 1912 beispielsweise als Beleidigung, dass die sozialdemokratische Partei 1907 eine Broschüre herausbrachte, die sich an Beamte richtete und diese zur Wahl der SPD aufforderte – und das zu einem Zeitpunkt, zu dem die SPD bereits die stärkste Fraktion im Reichstag stellte. Ferner führte das Reichsgericht in seinem Urteil vom 12. Oktober 1907 im Hochverratsprozess gegen Karl Liebknecht aus, die unbedingte Gehorsamspflicht der Soldaten gegenüber dem Kaiser sei eine zentrale Bestimmung der Verfassung des Kaiserreichs. Dagegen hatte der Angeklagte im Prozess vergeblich betont, kaiserliche Befehle seien null und nichtig, wenn sie einen Bruch der Verfassung bezweckten.
Auf der anderen Seite ergingen auf dem Gebiet des Zivilrechts in dieser Zeit einige wegweisende Entscheidungen, die noch heute Gültigkeit besitzen. So bejahte das Reichsgericht die damals gesetzlich nicht geregelte vorvertragliche Haftung (culpa in contrahendo), abgekürzt c.i.c. Die c.i.c war jahrzehntelang ein in der Rechtsprechung und der Literatur anerkanntes Haftungsinstitut, bis sie im Wege der 2002 in Kraft getretenen Schuldrechtsreform Gesetz geworden ist, vgl. dazu § 311 Bürgerliches Gesetzbuch n. F. Ferner entwickelte das Reichsgericht die Kategorie der „positiven Vertragsverletzung“, welche ebenfalls dem Bürgerlichen Gesetzbuch unbekannt war. Es entwickelte die Haftung aufgrund positiver Vertragsverletzung anhand der noch heute gültigen Vorschrift des § 276 BGB, wonach ein Schuldner für vorsätzliches bzw. fahrlässiges Handeln haftet. Die positive Vertragsverletzung war jahrzehntelang gewohnheitsrechtlich anerkannt. Nach der im Jahr 2002 in Kraft getretenen Schuldrechtsreform werden nun entsprechende Fälle anhand § 280 BGB n. F. gelöst.

### Weimarer Republik
In der Weimarer Republik setzte das Gericht besonders im Bereich des Strafrechts seine konservative Linie bis hin zum Reaktionären fort. Dies zeigt die Ambivalenz des am 21. Dezember 1921 ergangenen Urteils gegen drei Teilnehmer des rechtsgerichteten Kapp-Putsches: Auf der einen Seite betonte das Reichsgericht, die Bestimmungen über den Hochverrat schützten die jeweils gültige Verfassung des Deutschen Reichs und damit auch die Weimarer Reichsverfassung vom 11. August 1919. Ferner dürften tatsächliche oder vermeintliche politische Missstände nicht mittels Staatsstreichs beseitigt werden, denn der Satz „Der Zweck heilige die Mittel“ sei mit den Vorschriften über Hochverrat unvereinbar. Auf der anderen Seite kam es nur zu einer einzigen Verurteilung – der Innenminister der Putschregierung Traugott von Jagow wurde lediglich zur Mindeststrafe von fünf Jahren Festungshaft (die mildeste und ehrenhafteste Form der Freiheitsentziehung bei Vergehen und Verbrechen) verurteilt. Bei der Strafzumessung führte das Reichsgericht u. a. aus (Zitat): „Bei der Strafzumessung sind dem Angeklagten, der unter dem Banne selbstloser Vaterlandsliebe und eines verführerischen Augenblicks dem Rufe von Kapp gefolgt ist, mildernde Umstände zugebilligt worden.(…) Eine fünfjährige Festungshaft erschien dem Verschulden des Angeklagten angemessen.“ Am gleichen Tag wurde das Strafverfahren gegen zwei Mitangeklagte eingestellt. Zur Begründung hieß es, sie hätten beim Putsch keine führende Rolle gespielt, so dass das Amnestiegesetz vom 4. August 1920 Anwendung finde. Die drei am 21. Dezember 1921 abgeschlossenen Strafverfahren waren überdies die einzigen Strafverfahren, die vor dem Reichsgericht gegen Teilnehmer dieses Putsches durchgeführt wurden.
Diese konservative Linie setzte das Gericht fort. So wurde beispielsweise Carl von Ossietzky in dem spektakulären Weltbühne-Prozess wegen Spionage am 23. November 1931 zu 18 Monaten Haft verurteilt, weil in seiner Zeitschrift ein Artikel erschienen war, der auf die geheime und rechtswidrige Aufrüstung der Reichswehr hingewiesen hatte (sog. Publizistischer Landesverrat). Da zugleich der Gewalt von rechts nicht entschieden genug begegnet wurde bzw. diese insbesondere in den sogenannten Fememordverfahren in einigen Urteilen gerechtfertigt wurde, trugen dieser und ähnliche Prozesse zu dem Vorwurf bei, die Justiz sei in der Zeit der Weimarer Republik „auf dem rechten Auge blind“ gewesen.
In den 1920er-Jahren fanden vor dem Reichsgericht die Leipziger Prozesse statt. Allerdings erfolgte nur in wenigen Fällen eine Bestrafung deutscher Kriegsverbrechen. Viele Prozesse wurden eingestellt und von den wenigen Verurteilungen wurden später die Urteile gegen zwei Marineangehörige wegen der Versenkung eines englischen Lazarettschiffs heimlich aufgehoben.
Jedoch fielen in die gleiche Zeit einige bahnbrechende Entscheidungen im Gebiet des Zivilrechts. So wurde die Kategorie des „Wegfalls der Geschäftsgrundlage“ entwickelt, die dem Bürgerlichen Gesetzbuch bis dato unbekannt war – heute fester Bestandteil der Zivilrechtsordnung (vgl. der im Zuge der im Jahr 2002 in Kraft getretenen Schuldrechtsreform neugefasste § 313 BGB). Geradezu revolutionär war die unter dem Eindruck der Weltwirtschaftskrise (siehe auch Deutsche Inflation 1914 bis 1923) entwickelte Aufwertungsrechtsprechung, mit der sich das Reichsgericht erstmals die Befugnis zusprach, Gesetze auf ihre Gültigkeit zu überprüfen, was dazu führte, dass der bis dahin anerkannte Mark-gleich-Mark-Grundsatz (Nennwertgrundsatz, Nominalismus) wegen der galoppierenden Inflation aufgegeben wurde.

### Nationalsozialismus
Nach der Machtergreifung Adolf Hitlers wurden mit dem Gesetz über die Zulassung zur Rechtsanwaltschaft jüdische und sozialdemokratische Richter (unter ihnen Senatspräsident Alfons David und Reichsgerichtsrat Hermann Grossmann) gezwungen, ihren Abschied einzureichen, und jüdische Anwälte am Reichsgericht an der weiteren Arbeit gehindert.
In der Folgezeit stellte sich das Reichsgericht der Machtergreifung und den zahlreichen illegalen Gewaltakten nicht entgegen. Vielmehr verstrickte es sich tief in das nationalsozialistische Unrechtsregime, etwa als es im Reichstagsbrandprozess den holländischen Kommunisten Marinus van der Lubbe auf der Basis eines rechtsstaatswidrigen Gesetzes zum Tode verurteilte. Trotz diesem Urteil war der neuen Staatsführung die Rechtsprechung dieses Gerichts ein Dorn im Auge, sprach es doch die sonstigen Mitangeklagten frei und widerlegte damit die öffentliche Behauptung Hermann Görings, dass ein kommunistischer Umsturzversuch im Gange gewesen sei. Unter anderem deshalb wurde dem Reichsgericht im Jahr 1934 durch das Gesetz zur Errichtung des Volksgerichtshofs die Zuständigkeit in Hoch- und Landesverratssachen entzogen.
Der „Anschluss“ Österreichs an das deutsche Reich bedeutete die Auflösung des Obersten Gerichtshofs in Wien und Übertragung seiner Zuständigkeiten auf das Reichsgericht. Diese Maßnahme wurde am 1. April 1939 vollzogen und das Reichsgericht wurde oberste Revisionsinstanz für österreichische Zivilsachen. Wenngleich Teilnovellierungen des materiellen Rechts Österreichs vorgenommen wurden, blieb die maßgebende Privatrechtsordnung gleichwohl das österreichische ABGB. Beim Reichsgericht wurde derweil der VIII. Zivilsenat gegründet, dem alle Rechtsangelegenheiten Österreichs, der sudetendeutschen Gebiete und des Protektorats Böhmen und Mähren zugewiesen wurden, soweit nicht die Sonderzuständigkeit der ersten fünf Senate begründet war. Wegen Unterbesetzung wurde er bereits vor dem Ende der Existenz des Reichsgerichts wieder aufgelöst.

#### Eherecht
Auch im Bereich des Zivilrechts war die Verstrickung tief. Beispielhaft sei hier eine Entscheidung aus dem Jahr 1935 herausgegriffen, in der das Reichsgericht urteilte:
Beizutreten ist dem Spruchausschuß darin, daß bei der grundlegenden Bedeutung der Rassenfrage im nationalsozialistischen Staat die Heranbildung des jungen Menschen arischer Abstammung zu einem art- und rassebewußten Volksgenossen einen untrennbaren Bestandteil des Erziehungswerkes bildet und daß diese Heranbildung nicht gewährleistet ist, wenn zwar die Pflegemutter, nicht aber der Pflegevater arischer Abstammung ist.
In Form von Rechtsfortbildung erkannte das Reichsgericht 1935 (noch vor Erlass der Nürnberger Gesetze) die Tatsache, dass der Ehepartner Jude war, als Eheanfechtungsgrund an, obwohl eine förmliche Rechtsgrundlage für derartige Ehebeendigungen erst mit dem 1938 verkündeten Ehegesetz geschaffen wurde.

#### Vertragsrecht
Zur Deutung oder Umdeutung von Verträgen mit Juden:
Die frühere („liberale“) Vorstellung vom Rechtsinhalte der Persönlichkeit machte unter den Wesen mit Menschenantlitz keine grundsätzlichen Wertunterschiede nach der Gleichheit oder Verschiedenheit des Blutes. … Der nationalsozialistischen Weltanschauung dagegen entspricht es, im Deutschen Reiche nur Deutschstämmige (und gesetzlich ihnen Gleichgestellte) als rechtlich vollgültig zu behandeln. Damit werden grundsätzliche Abgrenzungen des früheren Fremdenrechts erneuert und Gedanken wiederaufgenommen, die vormals durch die Unterscheidung zwischen voll Rechtsfähigen und Personen minderen Rechts anerkannt waren. Den Grad völliger Rechtlosigkeit stellte man ehedem, weil die rechtliche Persönlichkeit ganz zerstört sei, dem leiblichen Tode gleich; die Gebilde des „bürgerlichen Todes“ und des „Klostertodes“ empfingen ihre Namen aus dieser Vergleichung. Wenn in Nr. 6 des Manuskriptvertrages v. 24.Febr.1933 davon die Rede ist, dass Ch. „durch Krankheit, Tod oder ähnlichem Grund nicht zur Durchführung seiner Regietätigkeit imstande sein sollte“, so ist unbedenklich eine aus gesetzlich anerkannten rassepolitischen Gesichtspunkten eingetretene Änderung in der rechtlichen Geltung der Persönlichkeit dem gleichzuachten, sofern sie die Durchführung der Regietätigkeit in entsprechender Weise hindert, wie Tod oder Krankheit es täte.
Mit diesem Urteil rezipierte das Reichsgericht die sich im damaligen Schrifttum kristallisierende und durch die Kieler Schule katalysierte rassistische Zersetzung der Privatrechtsordnung. Einer ihrer bedeutendsten Vertreter, der Rechtsphilosoph Karl Larenz, schrieb im Jahr 1935 und nur wenige Monate vor Erlass des Urteils: „Rechtsgenosse ist nur, wer Volksgenosse ist; Volksgenosse ist, wer deutschen Blutes ist. Wer außerhalb der Volksgemeinschaft steht, steht auch nicht im Recht.“
Die Entrechtung der jüdischen Bevölkerung vollzog sich dabei auf zivilrechtlichem Weg unter Förderung durch das Reichsgericht, die juristischen Werkzeuge waren Umdeutung und Auslegungsspielraum.
Die Entscheidungspraxis des Reichsgerichts kann auch als eine Verschärfung der Urteilspraxis gesehen werden, siehe Artikel Sondergericht.

## Präsidenten des Reichsgerichtes

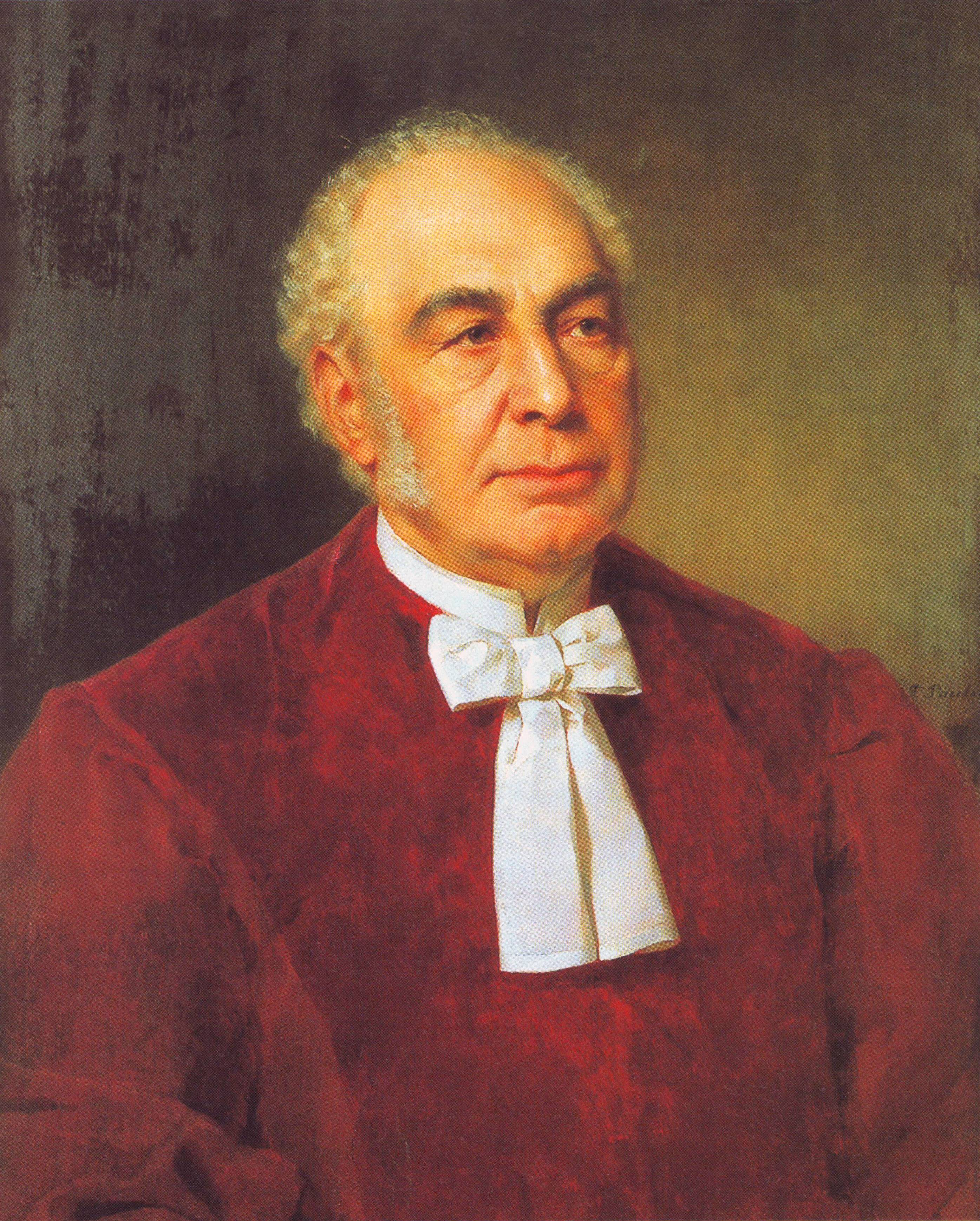
Eduard v. Simson
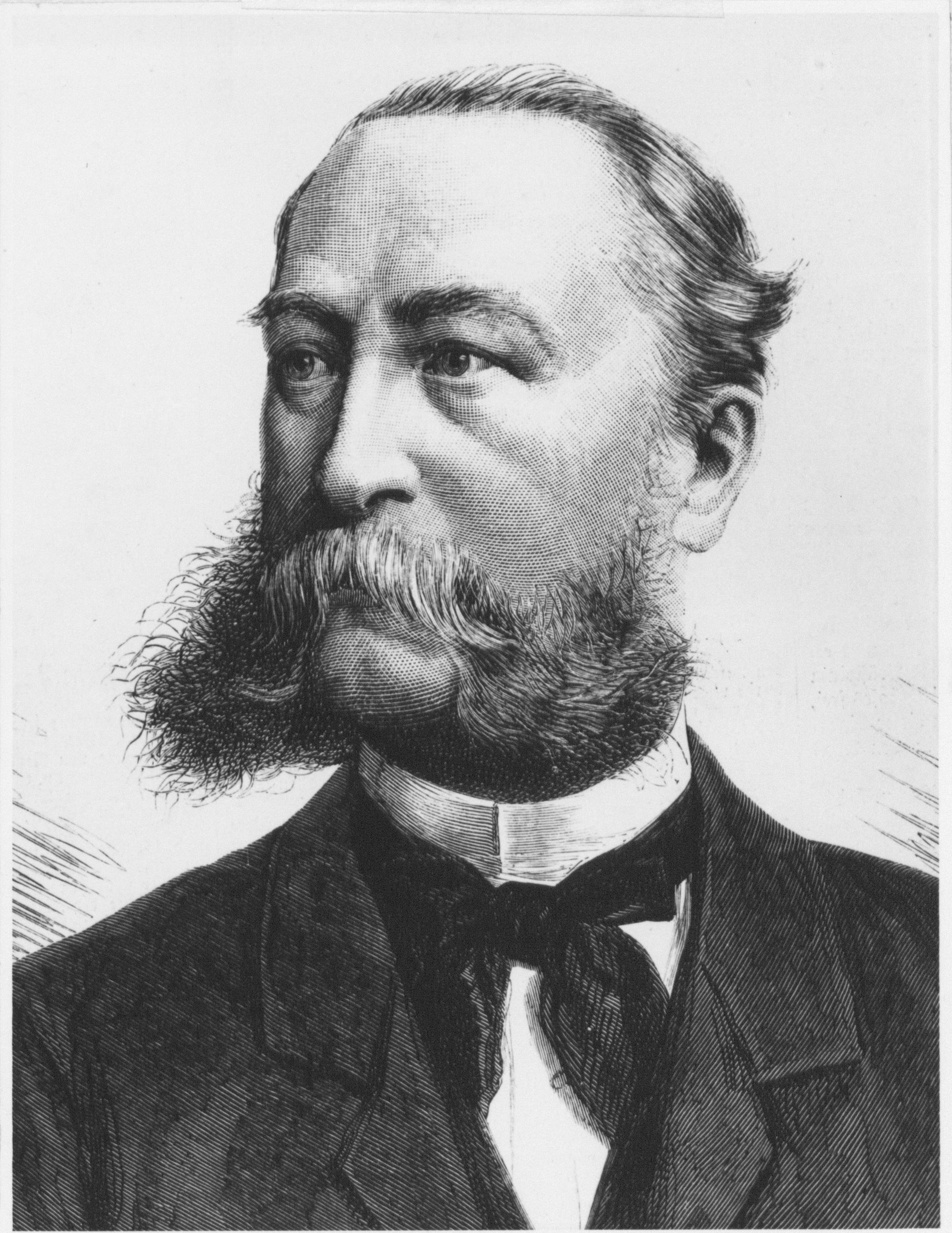
Otto v. Oehlschläger
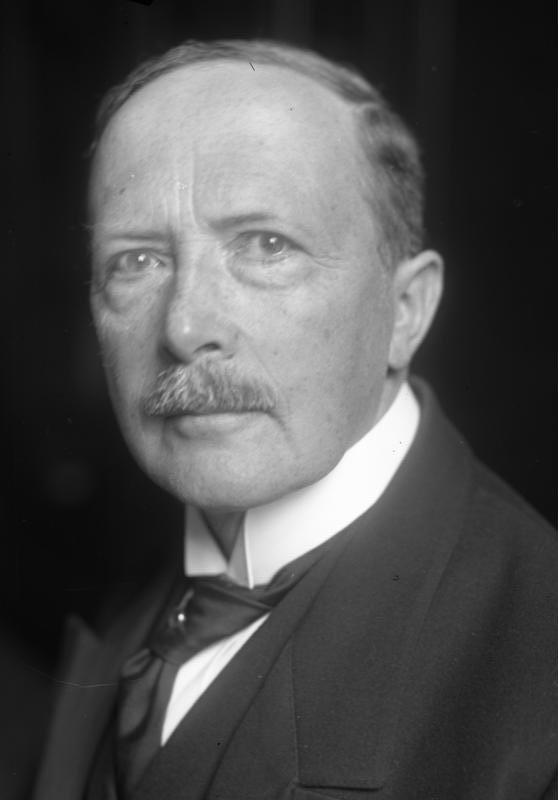
Walter Simons

| Nr. | Name                                        | Amtsantritt      | Ende der Amtszeit |
| --- | ------------------------------------------- | ---------------- | ----------------- |
| 1   | Eduard von Simson (1810–1899)               | 1. Oktober 1879  | 1. Februar 1891   |
| 2   | Otto von Oehlschläger (1831–1904)           | 1. Februar 1891  | 1. November 1903  |
| 3   | Karl Gutbrod (1844–1905)                    | 1. November 1903 | 17. April 1905    |
| 4   | Rudolf Freiherr von Seckendorff (1844–1932) | 18. Juni 1905    | 1. Januar 1920    |
| 5   | Heinrich Delbrück (1855–1922)               | 1. Januar 1920   | 3. Juli 1922      |
| 6   | Walter Simons (1861–1937)                   | 16. Oktober 1922 | 1. April 1929     |
| 7   | Erwin Bumke (1874–1945)                     | 1. April 1929    | 20. April 1945    |

## Bibliothek
Die Bibliothek des Reichsgerichts umfasste im Jahr 1928 238.000 Buchbände und 818 Zeitschriftentitel; ihr Etat lag bei 55.000 ℳ.
Direktoren:
1. 1879–1917 Karl Schulz
2. 1917–1921 Erich von Rath
3. 1921–1935 Hans Schulz
4. 1935–1945 Paul Güntzel

## Ende des Reichsgerichts
Mit dem Zusammenbruch des Nationalsozialismus wurde 1945 das Reichsgericht durch die Alliierten aufgelöst und nicht wieder errichtet. Damit stand in vielen Fällen die prozessrechtlich vorgesehene letzte Instanz bis auf weiteres nicht mehr zur Verfügung. Der letzte Präsident, Erwin Bumke, beging zwei Tage nach dem Einrücken der US-Army in Leipzig Suizid. Ab dem 25. August 1945 wurden in Leipzig 39 Richter des Reichsgerichts (d. h. mehr als ein Drittel des Gesamtpersonals) vom sowjetischen Geheimdienst NKWD verhaftet und ohne Gerichtsverfahren zunächst im Leipziger Gerichtsgefängnis inhaftiert. Später wurden die Richter in das Speziallager Nr. 1 Mühlberg/Elbe und die Überlebenden im Herbst 1948 in das Speziallager Nr. 2 Buchenwald verlegt. Als von Januar 1950 bis 1955 Entlassungen erfolgten, hatten nur vier Richter des Reichsgerichts überlebt, die übrigen waren verhungert bzw. aufgrund von Krankheiten gestorben. Zu den Überlebenden zählte auch August Schäfer, der später über die Lagerzeit einen Bericht verfasste.
In den einzelnen Besatzungszonen wurden vorübergehend Oberste Gerichtshöfe gebildet. 1950 übernahm für die Bundesrepublik Deutschland der neu gegründete Bundesgerichtshof die Aufgaben des Reichsgerichts. Ehemalige Richter des Reichsgerichts gehörten zu den ersten Richtern des Bundesgerichtshofes. In der DDR wurde diese Aufgabe durch das Oberste Gericht wahrgenommen.
Der Bundesgerichtshof stellte 1952 fest, dass das Reichsgericht am 30. Oktober 1945 zu existieren aufhörte.
Das Archivgut des Reichsgerichts wird vom Bundesarchiv an der Dienststelle Berlin-Lichterfelde aufbewahrt.

### Entscheidungssammlungen
- Entscheidungen des Reichsgerichts in Zivilsachen (RGZ, 173 Bände, ZDB-ID 216342-1); Die Rechtsprechung des Reichsgerichts auf dem Gebiete des Zivilrechts, soweit sie nicht in der amtlichen Sammlung der Entscheidungen des Reichsgerichts abgedruckt ist (RG Warn, ZDB-ID 203992-8); Nachschlagewerk des Reichsgerichts (2005–17, DNB)
- Entscheidungen des Reichsgerichts in Strafsachen (RGSt, 78 Bände, ZDB-ID 216341-x); Nachschlagewerk des Reichsgerichts zum Strafrecht (1995–99, DNB)
- Hans Heinrich Lammers, Walter Simons (Hrsg.): Die Rechtsprechung des Staatsgerichtshofs für das Deutsche Reich und des Reichsgerichts auf Grund Artikel 13 Absatz 2 der Weimarer Reichsverfassung. Abteilung B (Bände 1, 4 und 6, ZDB-ID 977275-3)

### Geschäftsverteilung
- Geschäftsverteilung für die Zivilsenate des Reichsgerichts (1904). In: Verhandlungen des Reichstages 11/I, Anlage Nr. 782, S. 4566–4567
- Weitere Geschäftsverteilungspläne wurden veröffentlicht:
  - in der Deutschen Juristen-Zeitung bis 1935 (nur Zivilsenate: 1927 Sp. 1164, 1930 Sp. 746; auch Strafsenate: 1896 S. 52, 1929 Sp. 156, 1931 Sp. 143)
  - im Reichsanzeiger bis 1933 (nur Zivilsenate: 1927/191, 1929/2, 1930/303, 1931/301, 1933/304)
  - im Amtsblatt Deutsche Justiz ab 1934 (nur Zivilsenate: 1934 S. 13, 1935 S. 53, 1936 S. 63, 1937 S. 60; auch Strafsenate: 1938 S. 58, 1939 S. 133, 1940 S. 61, 1941 S. 107, 1942 S. 35)